# رویه (ریاضیات)

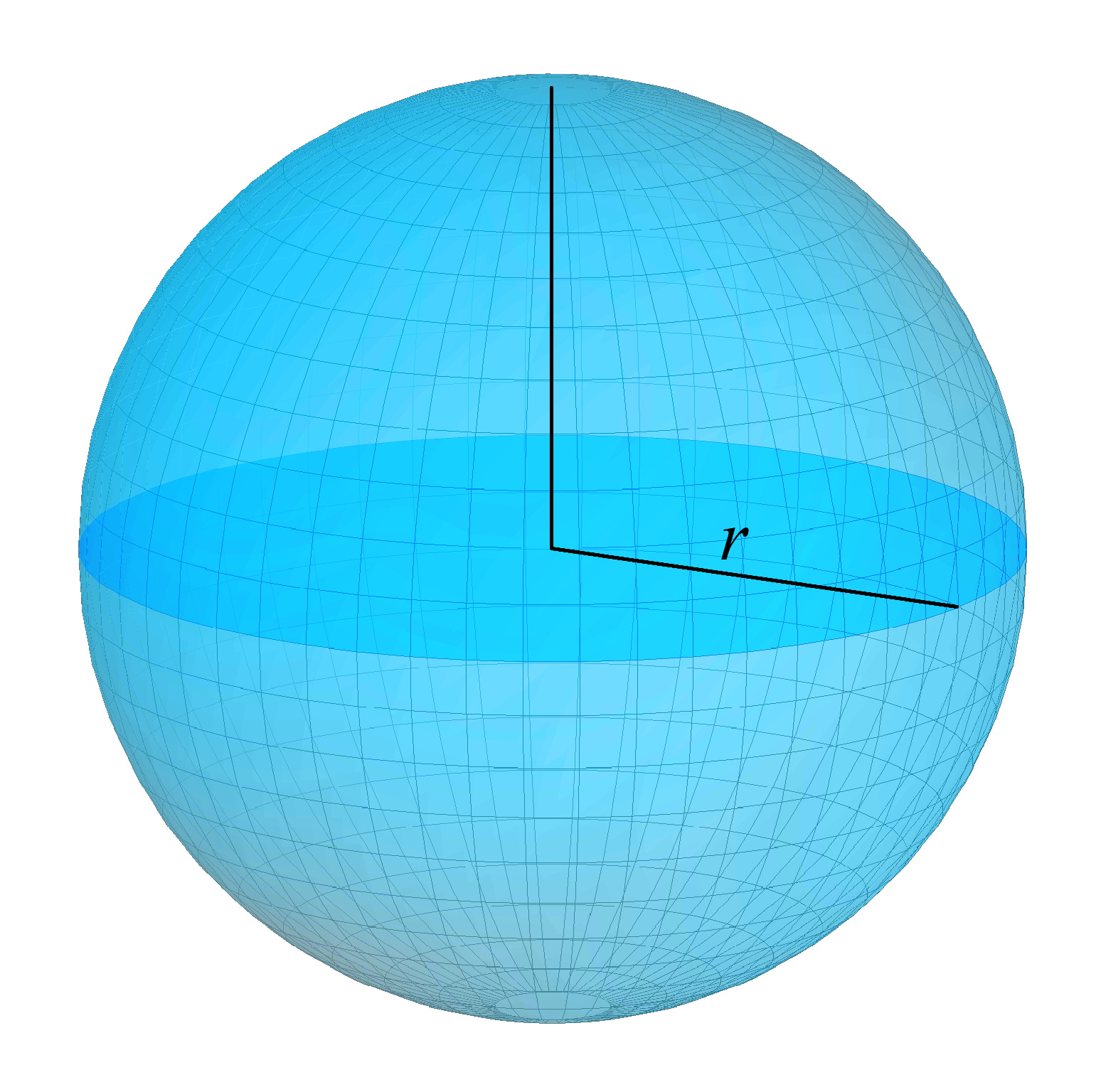
A sphere is the surface of a solid ball, here having radius r

در ریاضیات، یک رویه یا سطح (به انگلیسی: Surface)، تعمیمی از یک صفحه است که لزوماً تخت و مسطح نباشد، یعنی انحنای آن لزوماً برابر صفر نیست. این تعریف مشابه تعریف منحنی است که خود تعمیم دهنده ی خط می باشد. بسته به نیاز، یا ابزار های ریاضیاتی که در موقعیت های خاص برای تجزیه و تحلیل رویه ها وجود دارد، تعاریف دقیق و متنوع دیگری نیز به کار برده می شود.
مفهوم ریاضیاتی رویه، ایده‌آل شده همان مفهوم رویه ای است که در علوم، گرافیک رایانه ای و زبان عامیانه به کار می رود.

## تعاریف
اغلب، یک رویه را با کمک معادلاتی که مختصات رویه در آن ها صدق می کند، تعریف می کنند. در این حالت می توان رویه را به صورت تابع پیوسته ای از دو متغیر دید. مجموعه صفر های یک تابع سه متغیره نیز می تواند توصیف گر یک رویه به صورت ضمنی باشد:
{\displaystyle x^{2}+y^{2}+z^{2}-1=0.}
یک رویه را می توان به صورت تصویر تابع پیوسته دو متغیره ای در فضاهای سه بعدی و بالاتر تعریف کرد (شرایط اضافه تری نیاز است تا از منحنی نبودن رویه اطمینان حاصل شود). در این حالت، می توان گفت که رویه پارامتری با کمک دو پارامتر، پارامتربندی یا پارامتریزه شده است. به عنوان مثال، کره واحد را می توان توسط زوایای اویلر که به آن طول {\displaystyle u} و عرض {\displaystyle v} جغرافیایی گفته و مختصات کارتزین رویه را برحسب آن ها بدین شکل تعریف می کنند:
{\displaystyle {\begin{aligned}x&=\cos(u)\cos(v)\\y&=\sin(u)\cos(v)\\z&=\sin(v)\,.\end{aligned}}}
معادلات پارامتری رویه ها اغلب در برخی نقاط نامنظم اند. به عنوان مثال همه نقاط به جز دو نقطه کره واحد را می توان توسط معادلات فوق تصویر کرد.